# Draconema ophicephalum
Draconema ophicephalum is een rondwormensoort uit de familie van de Draconematidae. De wetenschappelijke naam van de soort is voor het eerst geldig gepubliceerd in 1863 door Claparède.